# Lindsay Doran
Lindsay Doran (* 22. Juni 1948 in Los Angeles, Kalifornien) ist eine US-amerikanische Filmproduzentin, die 1996 für einen Oscar nominiert wurde.

## Leben
Doran wurde in eine Familie hineingeboren, die in der Filmindustrie arbeitete, ihr Vater DA Doran war Filmproduzent, ihre Mutter Marion Avery arbeitete für den Drehbuchautor und Regisseur Preston Sturges und leitete später die Spielfilmabteilung bei Columbia Pictures. Dorans Bruder Daniel, ein Publizist, wirkte an dem Science-Fiction-Film 2001: Odyssee im Weltraum mit. 1967 schrieb sich Doran am Barnard College ein, einem unabhängigen College der liberal arts (Freien Künste) und Wissenschaften für Frauen in Manhattan, New York. Sie studierte „Englische Literatur“, musste ihr Studium aber aus finanziellen Gründen nach einem Jahr an die University of California in Los Angeles verlegen. Nach drei Semestern wechselte sie an die University of California in Santa Cruz und besuchte Vorlesungen in Tanz, Kunstgeschichte, Musik und Architektur. Nachdem sie ihr Studium 1971 abgeschlossen hatte, zog Doran nach London. Dort hielt sie sich oft in der Brompton Road Bibliothek auf und entdeckte ihre Liebe zu den Romanen von Jane Austen. Ganz besonders tat es ihr deren früher Roman Sence and Sensibility (dt. Verstand und Gefühl) an. Von London wechselte Doran nach State College in Pennsylvania, wo sie sieben Jahre lang beim öffentlich-rechtlichen Fernsehen arbeitete, zunächst als Sekretärin und später als Produzentin und Autorin. Dort traf sie auch ihren späteren Mann, den Architekturdesigner Rodney Kemerer. Mit ihm zusammen ging sie zurück nach Los Angeles, wo sie zunächst bei der Screen Actors Guild arbeitete und dann zu dem Hollywood-Studio Avco Embassy Pictures wechselte, wo sie zur Führungskraft aufstieg. Dort arbeitete sie beispielsweise an Komödien von Rob Reiner (This Is Spinal Tap (1984) und Der Volltreffer (The Sure Thing, 1985)) mit. 1985 wurde sie Vizepräsidentin der Produktionsabteilung von Paramount Pictures in Los Angeles. Neben anderen Filmen war sie dort mitverantwortlich für die Entwicklung von Filmen wie Ferris macht blau (1986), Pretty in Pink (1986), Die nackte Kanone (1988) und  Ghost – Nachricht von Sam (1990). Für den Film Schatten der Vergangenheit entwickelte sie 1991 das Drehbuch. Hieraus ergab sich eine berufliche Beziehung zu Hauptdarstellerin Emma Thompson, aus der im Zeitraum von 20 Jahren fünf Filme entstanden.
1989 stieg Doran bei Mirage Enterprises, einem Studio, das von Sydney Pollack mitgegründet worden war, als Produzentin ein. Eine ihrer ersten Handlungen dort war, die Verfilmung von Sence and Sensibility, ihrem Lieblingsbuch, vorzuschlagen. Nachdem der Film Schatten der Vergangenheit abgedreht war, konnte sie Emma Thompson für eine der Hauptrollen gewinnen. Die Schauspielerin schrieb auch das Drehbuch zum Film und wurde dafür mit dem Oscar belohnt. Die Produktion war 1996 in sechs weiteren Kategorien nominiert, darunter für Lindsay Doran in der Kategorie „Bester Film“. Der Oscar ging jedoch an Bruce Davey, Mel Gibson und Alan Ladd junior und den Historienfilm Braveheart. Im selben Jahr wechselte Doran zu United Artists, wo sie John Calley ersetzte, den bisherigen Präsidenten. Emma Thompson nahm Kontakt mit Doran auf und schlug vor, die Geschichten der magischen Kinderfrau Nurse Matilda von Christianna Brand zu verfilmen und sie in der Hauptrolle zu besetzen. Daraus entstand 2005 der Fantasyfilm Eine zauberhafte Nanny und 2010 die Fortsetzung Eine zauberhafte Nanny – Knall auf Fall in ein neues Abenteuer. Während ihrer Zeit als Präsidentin und CEO bei UA überwachte Doran weitere Filme, so unter anderem Die Firma (1993), James Bond 007 – Der Morgen stirbt nie (1997), Ronin (1998), Der Mann mit der eisernen Maske (1998), James Bond 007 – Die Welt ist nicht genug (1999) und Die Thomas Crown Affäre (1999). 1999 trat Doran von ihrem Posten zurück und widmete sich dem Produzieren von Kinofilmen in eigener Regie. Ihre Produktionsfirma Three Strange Angels Inc. konnte dabei auf einen exklusiven Vertrag mit MGM und UA zurückgreifen. Filme entstanden aus dieser Zusammenarbeit jedoch nicht. 2006 produzierte Doran den Fantasyfilm Schräger als Fiktion, in dem Emma Thompson die Schriftstellerin Karen Eiffel verkörpert, die ihre Helden am Schluss ihrer Geschichten stets sterben lässt.

## Filmografie (Auswahl)
- 1984: This Is Spinal Tap (als Produktionsleiterin)
- 1985: Der Volltreffer (The Sure Thing)
- 1990: Ghost – Nachricht von Sam (Ghost) (spezieller Dank)
- 1991: Schatten der Vergangenheit (Dead Again)
- 1992: Auf und Davon (Leaving Normal)
- 1992: A Private Matter (Fernsehfilm)
- 1993: Die Firma (The Firm)
- 1995: Fallen Angels (Fernsehserie)
- 1995: Sinn und Sinnlichkeit (Sense and Sensibility)
- 1995: Sabrina
- 2005: Eine zauberhafte Nanny (Nanny McPhee)
- 2006: Schräger als Fiktion (Stranger than Fiction)
- 2010: Eine zauberhafte Nanny – Knall auf Fall in ein neues Abenteuer (Nanny McPhee and the Big Bang)

## Auszeichnungen (Auswahl)
- 1993: Nominierung für den CableACE Award mit A Private Matter
- 1994: Nominierung für den CableACE Award mit der Fernsehserie Fallen Angels
- 1996: Oscarnominierung für Sinn und Sinnlichkeit
- 1996: Gewinner des BAFTA Award mit Sinn und Sinnlichkeit